# Julián Weich
Julián Esteban Weich (27 de junio de 1966, Buenos Aires, Argentina) es un conductor de televisión y actor argentino. Realizó sus estudios en la Escuela Nacional de Arte Dramático e inició su carrera artística con un papel protagónico en Pelito, una telenovela para adolescentes. En 1994, Weich se convirtió en el primer Embajador de buena voluntad de Unicef nombrado en Argentina. Desde entonces, lidera acciones solidarias y educativas. También obtuvo el premio Senador Domingo Faustino Sarmiento, otorgado por el Congreso de la Nación, al cumplir 25 años como embajador de Unicef en Argentina.
El 4 de marzo de 2018, Julián Weich alcanzó la cima del Aconcagua, como parte de una misión solidaria conocida como Summit Aconcagua.

## Trayectoria
Después de empezar su carrera actoral en el teatro y esporádicas participaciones en televisión, con su recordada actuación en La Banda del Golden Rocket, Pelito y Clave de Sol, se consolidó como conductor televisivo en programas de entretenimientos. Entre 1991 y 1993 condujo el programa televisivo infantil El agujerito sin fin.
En 1996 comenzó a conducir junto a Maby Wells uno de sus ciclos más famosos, Sorpresa y 1/2 por Canal 13, programa que continuó conduciendo hasta 2002 y por el que ganó el Martín Fierro como Mejor Conductor. En 2002 trabajó también en el filme S.O.S. Gulubú.
En 1999 y 2000 condujo junto a Araceli González dos temporadas de Fort Boyard, un programa de entretenimientos desarrollado en un fuerte medieval en medio del océano Atlántico, más específicamente en la zona de La Rochelle, Francia.
En 2000 y 2001 condujo el reality Expedición Robinson por Canal 13.
En junio de 2003 debutó con un nuevo programa, Trato hecho, esta vez por Telefe. Este ciclo alcanzó tres temporadas (2003, 2004 y 2006).
A su vez, durante el 2005, condujo otro exitoso ciclo de entretenimientos, por la tarde, también por la pantalla de Telefe, Buena fortuna.
En 2006 presentó para La Sexta, cadena de televisión de España, El show de Cándido y El show de Cándi-dos, programas producidos por Globomedia.
En el año 2007 condujo, por Telefe, un programa denominado X el resto de tu vida (Por el resto de tu vida). También protagonizó la película Un hijo genial.
Durante el 2008 trabajó en Radio Disney Argentina y tuvo una aparición en la serie Todos contra Juan.
En 2009, luego de bastante tiempo volvió a la TV debutando con el gran éxito Justo a tiempo, emitido por Telefe.
Este programa tuvo tres temporadas (2009, 2010, 2011).
En el año 2010 realizó nuevamente un cameo en Todos contra Juan 2.
En 2012 vuelve a la tele con Todo es posible, un ciclo con una temática parecida a Sorpresa y 1/2 por Telefe.
En 2020 conduce Vivo para Vos por Canal 9, junto a Carolina Papaleo.

## Televisión
- 1983-1986: Pelito
- 1987-1989: Clave de Sol
- 1989: Peor es nada
- 1991-1993: La Banda del Golden Rocket
- 1991-1993: El agujerito sin fin, conductor
- 1996-1998: Verdad/Consecuencia, participación
- 1996-2001: Sorpresa y 1/2 (Canal 13), conductor junto a Maby Wells
- 1999-2000: Fort Boyard, conductor junto con Araceli González
- 2000-2001: Expedición Robinson (Canal 13), conductor
- 2001: 22, el loco, participación
- 2001-2002: ¿Quién quiere ser millonario? (Canal 13), conductor
- 2002: Sorpresa 2002 (Canal 13), conductor.
- 2003-2006: Trato hecho (Telefe), conductor
- 2005: Buena fortuna (Telefe), conductor
- 2006: El show de Cándido (La Sexta, en España), conductor
- 2007: El show de Cándi-dos (La Sexta, en España), conductor
- 2007: X el resto de tu vida (Telefe), conductor
- 2008: Oportunidades (Canal 13), programa especial de la Fundación Huésped
- 2008: Todos contra Juan (América TV), participación especial
- 2009: Por amor a vos (Canal 13), participación especial
- 2009-2011: Justo a tiempo (Telefe)
- 2010: Todos contra Juan 2 (Telefe), participación especial
- 2012: La pelu (Telefe), participación especial
- 2012: Todo es posible (Telefe)
- 2013: Gracias por venir, gracias por estar (Telefe), homenaje
- 2014: Mi mamá cocina mejor que la tuya (El Trece)
- 2014: El mejor de la cocina (El Trece)
- 2016: El punto rojo (Canal 7)
- 2018: Tenemos Wifi (Net TV), invitado